# Coregoninae
La subfamilia Coregoninae es una de las tres subfamilias de peces que forman la familia salmónidos. Se distribuyen por ríos de agua fría situados al norte de los continentes del hemisferio norte.

## Géneros
Los peces de esta subfamilia se agrupan en los siguientes tres géneros:
- Género Coregonus Linnaeus, 1758: el más numeroso con más de 70 especies, distribuidos por ríos de Eurasia y América del Norte cercanos a la zona polar, algunas especies también pasan fases de su vida viviendo en el mar.[2]
- Género Prosopium Jordan, 1878: salmónidos del norte de América del Norte y este de Rusia.
- Género Stenodus Richardson, 1836: salmónidos de ríos rusos tributarios del mar Caspio y del océano Ártico.